# René Barbier
René Barbier  (ur. 4 marca 1891 w Lyonie, zm. 14 lutego 1966 w Pully) – francuski szpadzista, brązowy medalista olimpijski.
Na igrzyskach olimpijskich w Amsterdamie w 1928 roku Francuzi w składzie: Georges Buchard, Gaston Amson, Émile Cornic, Bernard Schmetz, René Barbier i Armand Massard zdobyli srebro w szpadzie drużynowej. W rywalizacji indywidualnej nie startował. Był to jego jedyny występ olimpijski.
Nie zdobył medalu mistrzostw świata. 